# 市場東
市場東（いちばひがし）は、大阪府泉佐野市の地名。現行行政地名は市場東一丁目から市場東三丁目。住居表示は実施済み。

## 地理
泉佐野市の北東部に位置し、東に中庄、西に市場西、南に市場南、北に上町と接している。

## 世帯数と人口
2020年（令和2年）4月30日現在（泉佐野市発表）の世帯数と人口は以下の通りである。
| 丁目         | 世帯数  | 人口  |
| ------------ | ------- | ----- |
| 市場東一丁目 | 96世帯  | 274人 |
| 市場東二丁目 | 174世帯 | 392人 |
| 市場東三丁目 | 105世帯 | 255人 |
| 計           | 375世帯 | 921人 |

### 人口の変遷
国勢調査による人口の推移。
| 1995年（平成7年）  | 483人 | [ 7 ]  |  |
| 2000年（平成12年） | 540人 | [ 8 ]  |  |
| 2005年（平成17年） | 560人 | [ 9 ]  |  |
| 2010年（平成22年） | 791人 | [ 10 ] |  |
| 2015年（平成27年） | 876人 | [ 11 ] |  |

### 世帯数の変遷
国勢調査による世帯数の推移。
| 1995年（平成7年）  | 146世帯 | [ 7 ]  |  |
| 2000年（平成12年） | 181世帯 | [ 8 ]  |  |
| 2005年（平成17年） | 196世帯 | [ 9 ]  |  |
| 2010年（平成22年） | 281世帯 | [ 10 ] |  |
| 2015年（平成27年） | 320世帯 | [ 11 ] |  |

## 学区
市立小・中学校に通う場合、学区は以下の通りとなる（2020年5月時点）。
| 丁目         | 番・番地等 | 小学校               | 中学校               |
| ------------ | ---------- | -------------------- | -------------------- |
| 市場東一丁目 | 全域       | 泉佐野市立中央小学校 | 泉佐野市立新池中学校 |
| 市場東二丁目 | 全域       | 泉佐野市立中央小学校 | 泉佐野市立新池中学校 |
| 市場東三丁目 | 全域       | 泉佐野市立中央小学校 | 泉佐野市立新池中学校 |

## 事業所
2016年（平成28年）現在の経済センサス調査による事業所数と従業員数は以下の通りである。
| 丁目         | 事業所数 | 従業員数 |
| ------------ | -------- | -------- |
| 市場東一丁目 | 14事業所 | 104人    |
| 市場東二丁目 | 22事業所 | 184人    |
| 市場東三丁目 | 11事業所 | 111人    |
| 計           | 47事業所 | 399人    |

## 交通
- 国道26号

## 施設
- 泉佐野市役所
- 泉佐野市立文化会館
- 泉佐野市立中央図書館
- 大阪府立佐野高等学校

## その他

### 日本郵便
- 郵便番号 : 598-0005[3]（集配局：泉佐野郵便局[14]）。